# Городская библиотека Торнио
Городская библиотека Торнио была создана в 1804-1805 годах в городе Торнио, Финляндия.

## История
Библиотека была основана в 1804—1805 годах. Буржуазия города Торнио в письме от 18 июля 1804 года попросила магистрата разрешить создать закрытый клуб для обсуждения и проведения лекций. Это письмо считается началом основания библиотеки. При этом только в 1805 году Хенрик Дойч переехал в Торнио, собрание литературы которого и положило начало сбору библиотечной коллекции.
Клуб чтения можно рассматривать как предшественника городской библиотеки Торнио, потому что клубы того времени приобрели свой общий характер. Сохранённые правила чтения клубов также позволяют нечленам брать книги за небольшую дополнительную плату. Можно предположить, что читательский клуб Торнио почти не отличался от других аналогичных организаций Финляндии XIX века.
В апреле 1899 года совет директоров государственной школы предложил выделить средства на создание «библиотеки библиотек», в которую будет объединена библиотечная коллекция читательского клуба и государственной школы. Полноценное функционирование городской библиотеки началось 8 сентября 1900 года.
Коллектив библиотеки в 1930-х годах стал пополняться профессионалами, подготовленными в государственных университетах. Значительную роль в этом сыграл руководитель городской библиотеки — Сиркка Сивен.
В дополнение к библиотеке, возможно получение книг с доставкой на дом, что обеспечивается библиотечным автомобилем.